# Hans Leo Hassler
Hans Leo Hassler von Roseneck (Hasler) (Nürnberg, 1564. október 26. – Frankfurt, 1612. június 8.) német zeneszerző és orgonista, a korai barokk jelentős képviselője.

## Élete, munkássága
Orgonista fia volt, zenét először apjától, Issak Hasslertől tanult. Ezután, 1584-ben Velencébe, a kor zenéjének központjába utazott zenei továbbképzése céljából. Megismerkedett Giovanni Gabrielivel, és közösen írtak egy esküvői motettát a Velencében élő német kereskedő, Georg Gruber számára. Mindketten Giovanni nagybátyjánál, Andrea Gabrielinél tanultak. Mestere halála után, 1585-ben visszatért  Augsburgba, ahol  II. Octavianus Fugger grófnál szolgált orgonistaként. 1595-ben nemesi címet kapott. Az augsburgi évek rendkívül kreatív zeneszerzői időszaka volt, és ekkor lett ismert zeneszerző és orgonista. Kezdeti hatása ugyanakkor eléggé korlátozott volt, mert protestáns létére erősen katolikus területen működött.
Hassler kiváló orgonaszakértő volt, szakértelmét messze földön elismerték. Sok hangszer építésekor segítette az orgonaépítőket, sőt még egy óraművet is kifejlesztett orgonák számára, amelyet eladott II. Rudolf császárnak.
1600-ban az augsburgi városi muzsikusok vezetője volt, majd Prágában, Ulmban (itt megnősült, felesége Cordula Claus volt) és Nürnbergben működött. Utóbbi helyen 1608-ig volt zeneigazgató. Közben, 1602-től, II. Rudolf udvari orgonistája volt, 1608-tól pedig a szász választófejedelem muzsikusa volt Drezdában. Ekkor már kezdett elhatalmasodni rajta tuberkulózisa, és 1612. június 8-án elhunyt Nürnbergben. Halála után Michael Praetoriust és Heinrich Schützöt neveztek ki a helyére.
Hassler az első német zeneszerző volt, aki Itáliában képezte tovább magát, és műveiben – bár sohasem szakadt el német gyökerektől – tudatosan ötvözte olasz elemekkel saját zenéjét. Ebben áll a jelentősége, meg abban, hogy tevékenységével megalapozta a német barokk zene hatalmas fellendülését. Érdekesség, hogy számos műve jelent meg nyomtatásban még életében, és ez akkoriban ritkaságnak számított. Műveinek többsége vokális muzsika, kisebb hányada hangszeres darab.

## Művei
Canzona a 4 voci

- Canzonette (Nürnberg, 1590)
- Cantiones sacrae (Augsburg, 1591)
- Madrigals (Augsburg, 1596)
- Neüe teüsche Gesäng nach Art der welschen Madrigalien und Canzonetten (Augsburg, 1596)
- Masses (Nürnberg, 1599)
- Lustgarten neuer Deutscher Gesäng (Nürnberg, 1601)
- Sacri concentus (Augsburg, 1601 és 1612)
- Psalmen und christliche Gesäng (Nürnberg, 1607)
- Pslamen simpliciter (Nürnberg, 1608)
- Kirchengesäng (Nürnberg, 1608)
- Venusgarten (Nürnberg, 1615)
- Litaney teütsch (Nürnberg, 1619)

## Fordítás
- Ez a szócikk részben vagy egészben  a   Hans Leo Hassler című angol Wikipédia-szócikk ezen változatának fordításán alapul.  Az eredeti cikk szerkesztőit annak laptörténete sorolja fel. Ez a jelzés csupán a megfogalmazás eredetét és a szerzői jogokat jelzi, nem szolgál a cikkben szereplő információk forrásmegjelöléseként.